# Grand Paris (film)
Pour plus de détails, voir Fiche technique et Distribution.
Grand Paris est un film français réalisé par Martin Jauvat et sorti en 2022. 

## Synopsis
Leslie est un jeune banlieusard demeurant à Pantin. Pour gagner une vingtaine d'euros, il accepte de se rendre dans les Yvelines pour y déposer un sac de drogue. Il entreprend, avec son ami Renard, un voyage qui ne se déroule pas comme prévu.

## Fiche technique
- Titre : Grand Paris
- Réalisation : Martin Jauvat
- Scénario : Martin Jauvat
- Photographie : Vincent Peugnet
- Son : Julien Brossier et Simon Garrette
- Montage :  Jules Coudignac et Michel Klochendler
- Musique : Maxence Cyrin et Jako
- Production : Emmanuel Chaumet
- Société de production : Ecce Films
- Société de distribution : JHR Films
- Budget : 300 000 euros
- Pays de production :  France
- Genre : Comédie
- Durée : 80 minutes
- Dates de sortie : 
  - France - 22 mai 2022 (présentation au Festival de Cannes) ; 29 mars 2023 (sortie nationale)

## Distribution
- Mahamadou Sangaré : Leslie
- Martin Jauvat : Renard
- William Lebghil : Amin
- Sébastien Chassagne : Momo
- Anaïde Rozam : une des 2 filles de la gare
- Garance Kim : une des 2 filles de la gare
- Erwin Aureillan : Marvin
- Marguerite Thiam : Marie

## Sélections
- Festival de Cannes 2022 (programmation de l'ACID)[1]
- Festival du nouveau cinéma de Montréal 2022[2]

## À propos du film
Le film a été présenté au CNC comme un court métrage afin de décrocher des aides financières plus facilement (« Cela vient du fait que pour le CNC, il y a un fossé entre les enjeux d'un court et d'un long métrage. Le court métrage est pour eux une zone d'essais, d’expérimentation. De ce fait, les soutiens financier sont plus facile à obtenir et ils n'exigent pas grand chose en retour. » dixit le chef opérateur du film Vincent Peugnet). Ce court « fictif » a néanmoins été pré-acheté par Arte qui a demandé une version diffusable de moins d'une heure  : c'est pour cela qu'existe une version du film dans un montage de 30 minutes, rebaptisé Grand Paris Express. Le remontage se fait en grande partie au détriment du personnage incarné par Sébastien Chassagne, qui disparaît de l'histoire dans cette version.
On comprend donc que le film s'est fait avec un budget de court métrage classique, soit un montant effectivement modeste pour un long métrage de 300 000 euros.